# Коломиец, Людмила Михайловна
Людмила Михайловна Коломиец, в девичестве — Панчук (18 января 1956, Токаревка, Киевская область — 18 февраля 2011) — советская гандболистка, олимпийская чемпионка 1976 года, чемпионка мира 1982 года.

## Биография
Член сборной СССР по гандболу 1974—1977 годах, серебряный призёр чемпионата мира 1975, чемпионка СССР 1974—1977, чемпионка мира 1982 года. Заслуженный мастер спорта СССР (1976).
Начала гандбольную карьеру в киевском «Спартаке» в возрасте 17 лет. Изначально играла на замене. Игроком основного состава стала лишь в 1977 году, через год после победы на Олимпийских играх.
Олимпиаду 1980 года была вынуждена пропустить из-за декретного отпуска. Была вынуждена завершить спортивную карьеру после разрыва ахиллесова сухожилия.
Кавалер ордена княгини Ольги III-й степени (2002).
Умерла 18 февраля 2011 года в возрасте 55 лет от онкологического заболевания.